# ديان ريهم
ديان ريهم (بالإنجليزية: Diane Rehm)‏ (من مواليد ديان عيد ؛ 21 سبتمبر 1936) مضيفة برنامج حواري إذاعي أمريكية تم توزيع برنامجها، ذا ديان ريهم شو ، على الصعيدين الوطني والدولي بواسطة الإذاعة الوطنية العامة. تم إنتاج العرض في WAMU ، المرخصة للجامعة الأمريكية في واشنطن العاصمة. وهي من اصل سوري.

## روابط خارجية
- ديان ريهم على موقع IMDb (الإنجليزية)
- ديان ريهم على موقع ميوزك برينز (الإنجليزية)
- ديان ريهم على موقع قاعدة بيانات الفيلم (الإنجليزية)